# Baño del Piojo

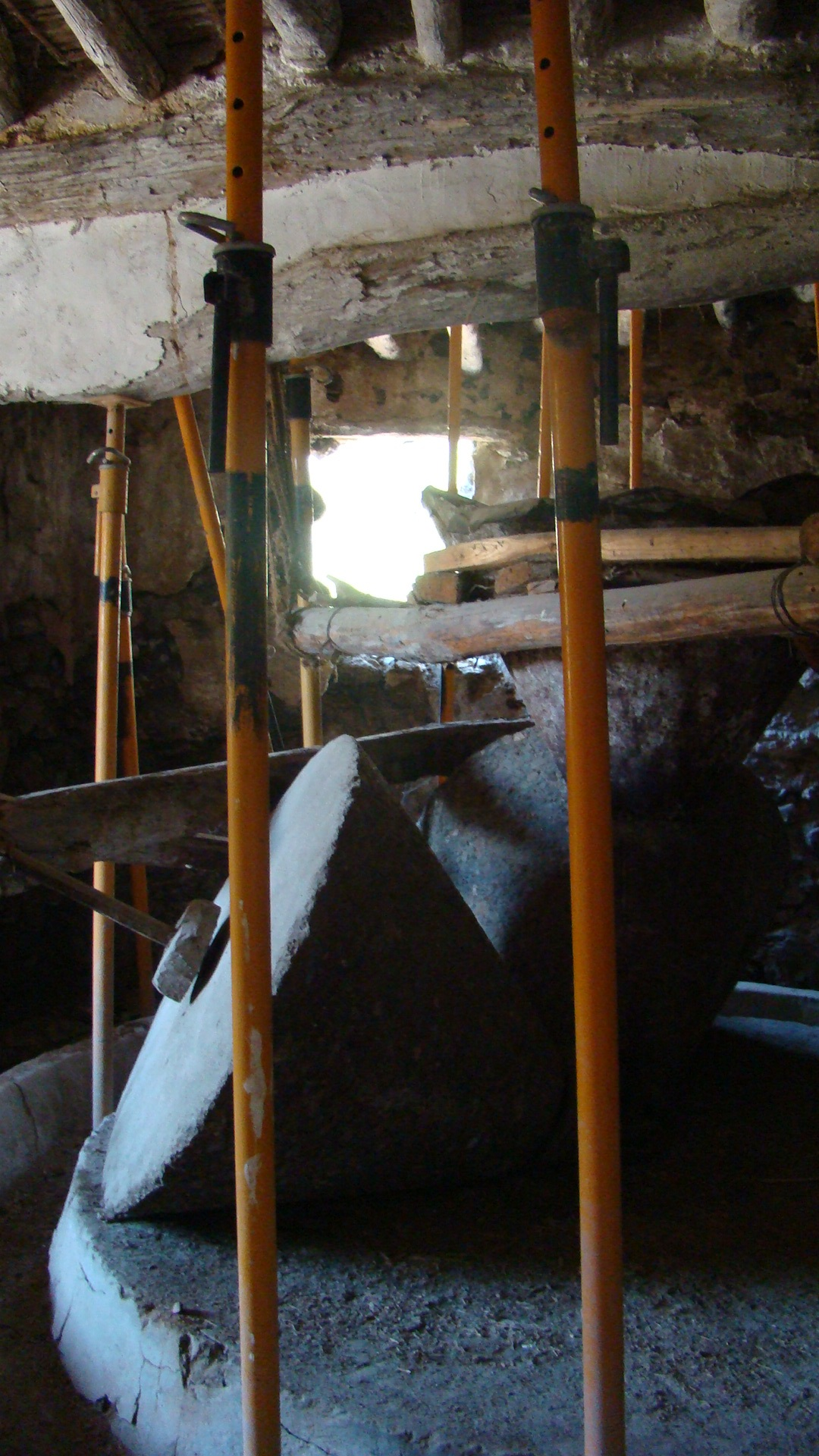
Almazara de El Baño en proceso de restauración

Baño del Piojo es la denominación popular de un sencillo balneario ubicado en el municipio de Cástaras (Granada) España. Estuvo activo desde los comienzos del siglo XIX hasta la década de 1960.
El agua del manantial tiene características sulfuroso-cálcicas y está indicada en enfermedades de la piel y reumáticas.

## Historia
La primera cita del manantial data de 1574 cuando, al deslindar el término de Cástaras con el de Notáez, el apeador alude a «una fuente junto a un álamo blanco» en el Libro de apeo y repartimiento de Cástaras y Nieles.
Las propiedades medicinales de aquellas aguas se descubrieron a principios del siglo XIX al curar un paciente de úlceras erisipelatosas bañándose repetidamente en una alberca formada a la salida del manantial. La denominación popular del balneario procede de este quídam, que estaba plagado de piojos y que por ello sería conocido en la zona como tío Piojo.
Desde 1858, fecha en que Andrés de Vargas, auténtico creador e impulsor de la explotación termal, adquirió el manantial y los terrenos circundantes y edificó las instalaciones, pasó a denominarse Balneario de la Salud, aunque localmente siempre ha sido conocido como El Baño.
En 1863 se incoó por la propiedad un expediente para que se declararan las aguas de utilidad pública y se dotara al establecimiento de dirección médica interina, lo que fue denegado por no reunir las instalaciones algunas condiciones exigidas por la legislación vigente, manteniendo hasta hoy la condición de establecimiento privado de baños minero-medicinales.

## Situación actual
Los edificios e instalaciones, en desuso desde 1970 y abandonados unos años después, están en ruinas. En 2007 se declararon, junto al manantial, Bien de interés cultural, dentro del Sitio Histórico de la Alpujarra, y el Ayuntamiento de Cástaras con apoyo del Plan de Desarrollo Turístico de la Alpujarra, realizó obras de rehabilitación con la finalidad de poner en funcionamiento un balneario y restaurar la almazara y las pozas de baño originales. Las obras permanecen paralizadas desde 2010 por las sucesivas reducciones presupuestarias. 
En febrero de 2009 se solicitó por el Ayuntamiento de Cástaras la declaración de la condición mineromedicinal de las aguas procedentes del manantial.